# ベレンコ中尉亡命事件
ベレンコ中尉亡命事件（ベレンコちゅういぼうめいじけん）は、冷戦時代の1976年9月6日、ソビエト連邦軍（ソ連防空軍）の現役将校であるヴィクトル・ベレンコ中尉が、MiG-25（ミグ25）迎撃戦闘機で日本の函館空港に強行着陸し、アメリカ合衆国への亡命を求めた事件である。ミグ25事件とも呼ばれる。
この事件により低高度侵入の有効性とルックダウン能力の重要性が浮き彫りになった他、それまで西側諸国に知られてこなかったMiG-25の性能が分解調査によって判明した。また、航空自衛隊の防空体制を根幹から揺るがし、日本における防衛論議の流れに変化が生じるきっかけとなった事件である。

## 経緯

### ミグ25の本土侵入

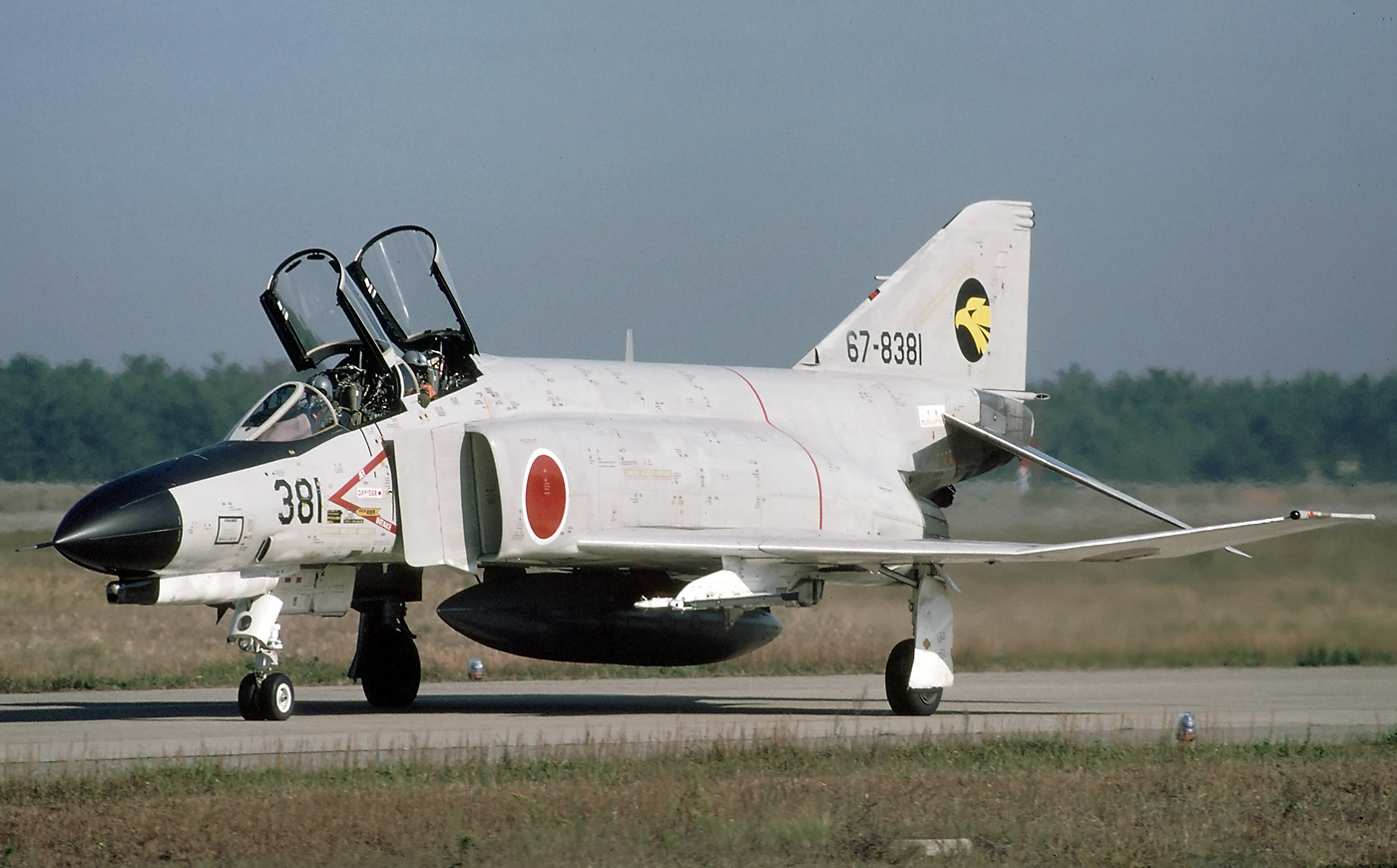
航空自衛隊のF-4EJ

1976年9月6日、ソ連防空軍所属のMiG-25戦闘機数機がチュグエフカ基地から訓練目的で離陸。そのうちヴィクトル・ベレンコ防空軍中尉が操縦する1機が演習空域に向かう途中で突如コースを外れ急激に飛行高度を下げた。
これを航空自衛隊の奥尻レーダーサイトが午後1時11分に捉え、領空侵犯の恐れがあるとして、千歳基地のF-4EJが午後1時20分頃にスクランブル発進した。
空自は、地上のレーダーと空中のF-4EJの双方で日本へ向かってくるMiG-25を捜索した。しかし、地上のレーダーサイトのレーダーは航空機の超低空飛行には対応できず、また、F-4EJのレーダーは地表面におけるレーダー波の反射による攪乱に弱く、低空目標を探す能力（ルックダウン能力）が低かった。
F-4戦闘機に付与されたルックダウン能力は、実用に供された戦闘機においては史上初めての試みであり、当時の先進国で一般的に運用されていた戦闘機の技術的な限界であった。それを上回るルックダウン能力を備えるF-14/F-15は当時の最新鋭機であり、開発したアメリカ空軍でも実戦配備が開始された直後で、当時の航空自衛隊にはまだ導入されていなかった。
また、ベレンコは日本領空に接近する前に迎撃機を飛来させる目的で高度を上げるも、「米軍機と勘違いして迎撃機は来なかった」と証言している。

### 強行着陸

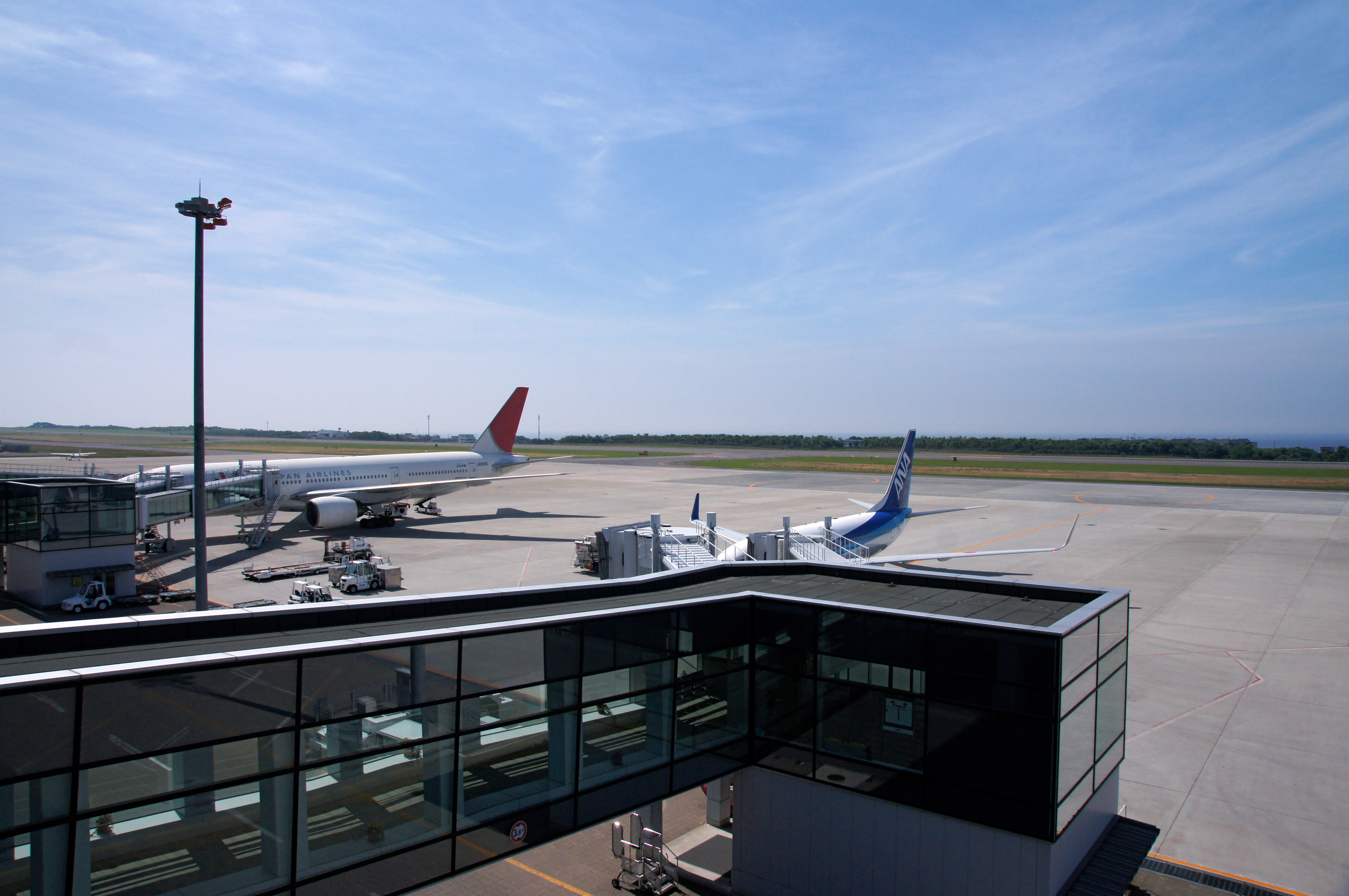
函館空港

MiG-25は空自から発見されないまま、函館市の函館空港に接近、市街上空を3度旋回したあと、午後1時50分頃に滑走路に強行着陸した。このとき着地点を誤って滑走路の中程寄りに接地したために、ドラッグシュートを使用したにもかかわらずオーバーランし、前輪をパンクさせて滑走路先の草地にあるILSローカライザーアンテナの手前で停止した。燃料は約30分しか残っていなかったという。
着陸時の一部始終は、空港敷地内で工事をしていた現場監督が撮影していた。監督は撮影しながら機体に近づいたが、ベレンコ中尉が銃を取り出して空に向けて威嚇発砲したため危険を感じてフィルムを差し出した。のちにベレンコ中尉は、抵抗の意思がないことを示すためだったと証言している。また、航空機マニアの地元住民の学生が低空で飛ぶMiG-25に気づき、授業を抜け出し滑走路のフェンスを潜り抜け近づいたのが最初の接触だとの証言もあり、こちらも空中への威嚇発砲を受けたという。

### 警察と自衛隊間の混乱
MiG-25の着陸後、空港の航空管制官が自衛隊に着陸を通報したものの、警察に電話するように言われ、警察に電話したところ今度は自衛隊に連絡するようにとたらい回しをされてしまう。しびれを切らした航空管制官がとにかく早く来るように警察に伝えたところ、着陸から20分が経過した午後2時10分頃にようやく北海道警察の警官隊が到着した。その後函館空港とその周辺は、道警によって完全封鎖された。
道警は「領空侵犯は防衛に関わる事項であるが、日本国内の空港に着陸した場合は警察の管轄に移る」という管轄権を盾に、陸上自衛隊員を現場から締め出した。情報収集の為千歳基地から来た空自隊員も、函館空港事務所に行ったものの門前払いされた。

### アメリカへの亡命
6日当日の道警による任意取り調べに、ベレンコ中尉はアメリカ合衆国への亡命を要望し、併せて「当初千歳空港を目指したが、空港の周辺は曇っていたため断念し、函館空港に着陸した」と供述した。
ソ連側は当日中にベレンコ中尉との面会と身柄および機体の早期引き渡しを要求したが、翌7日に身柄は東京に移送され、8日にはアメリカが亡命の受け入れを通告。防衛庁の事情聴収を経て、9日には駐日ソ連大使館員がベレンコ中尉に面会し、意思確認をするとともに翻意を促したが果たせず、9日中に羽田空港から、ノースウエスト航空の定期便でアメリカに向かい出国する。10日には法務省から防衛庁に機体の管轄が移される。

### 防衛庁・自衛隊の非常態勢
時代背景的には、米ソデタント崩壊の直前という時期にあたる。緊張は緩和されていたとはいえ、相手陣営の軍用機が領空を侵犯し、また高度な機密情報を抱えたその機体を確保したことは、軽視できる事件ではなかった。また、ソ連軍（特殊部隊など）が「機体を取り返しに来る」とか「機密保全のため破壊しに来る」との噂が広まり、実際にソ連側は潜水艦にヘリコプターとスペツナズ要員を積載し、日本で展開した後にMiG-25を破壊する計画を立てていた。しかし、当時の三木武夫内閣は、野党及び国民からの反発を恐れ、防衛出動命令は一切出されなかった。その為、当時の陸上幕僚長であった三好秀男の独断により、函館駐屯地司令に口頭で準備に掛からせ、第三種非常勤務体制が敷かれ、北部方面隊第11師団隷下の第28普通科連隊は作戦準備にかかった。実際に、函館駐屯地で開催予定だった駐屯地祭りの展示用として用意されていた61式戦車、35mm2連装高射機関砲 L-90が連隊の指揮下に組み込まれ、ソ連軍来襲時には戦車を先頭に完全武装の陸上自衛隊員200人が函館空港に突入、防衛戦闘を行う準備がされていた。
準備が完了した直後、対空レーダーが西から函館空港に向かって飛行する所属不明機3機を捉えた。ソ連軍機と見た高射部隊は機関砲に実弾を装填して目標追尾態勢に入り、射撃手が発射ボタンに手を置いて命令次第発射できる状態にまで至ったが、機関砲の傍で双眼鏡を除いていた小隊長が不明機を視認した段階でようやく「目標は航空自衛隊機」と判明、発射はされなかった。結局のところ、国籍不明機は航空自衛隊のC-1輸送機であり、陸空自衛隊が互いに隠密で動いていたための事態であった。発射命令は文官から全く許可を受けないで行われたため、教訓をまとめた文書は全部廃棄された。
海上自衛隊は大湊地方隊を主力に3隻を日本海側、2隻を太平洋側に配置して警戒に当たり、函館基地隊の掃海艇は函館港一帯の警戒、余市防備隊の魚雷艇は函館空港付近の警備に当たった。同時に大湊基地のヘリコプターは常時津軽海峡上空で警戒飛行に当たり、上空には航空自衛隊のF-4EJが24時間哨戒飛行を実施した。

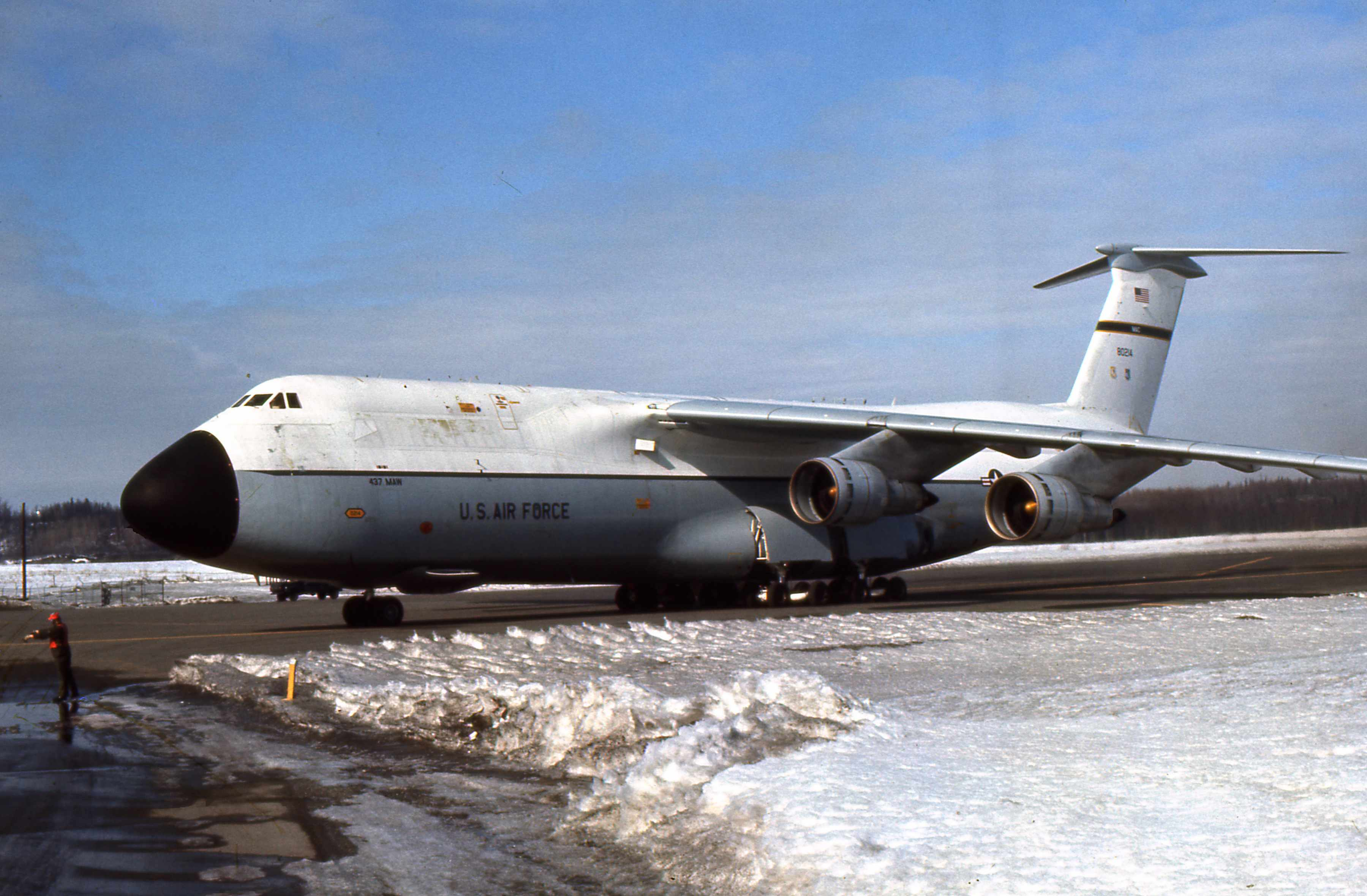
ロッキードC-5

この際、海上自衛隊の竜飛警備所内に、陸上自衛隊東北方面隊の対戦車隊が集結し、64式対戦車誘導弾と60式106ミリ無反動砲を用意して、ソ連艦艇が強行侵入した場合の迎撃担当として待機していた。
実際にソビエト連邦外務省からは機体の即時返還要求があり、当時の最大野党である日本社会党もこれに同調したが、アメリカ軍は航空自衛隊の協力のもとで、9月24日に外交慣例上認められている機体検査のためにMiG-25を分解し、アメリカ空軍のロッキードC-5Aギャラクシーに搭載して茨城県の百里基地に移送した。そこで主翼を取り外され、ブルーシートでくるまれた状態で輸送機に積み込まれる機体には「函館の皆さんさようなら、大変ご迷惑をかけました」と書かれた横断幕が貼り付けられていた。移送の際には、ソ連軍による撃墜の可能性を考慮して、空自のF-4EJ戦闘機が函館から百里まで護衛に当たっている。機体検査の後、11月15日に機体はソ連に返還された。
また、事件発生から防衛庁長官（当時新幹線に乗車中）への報告までに約1時間半かかっており、防衛庁における連絡体制が必ずしも十分でないと指摘された。
事件終結後、日本国政府は対処に当たった陸自に対して、同事件に関する記録を全て破棄するよう指示したが、これに対し三好は自ら陸上幕僚長の辞意をもって抗議した。

## 事件の影響

### 軍事面の対応
この事件はパイロットの亡命が目的であったことから幸い実害は生じなかったが、仮に侵略や攻撃が目的であった場合、同様に航空自衛隊の防空網を簡単に突破されてしまうおそれがあることが露呈した。このため、日本のレーダー網の脆弱性が批判され、日本の防空能力は必要最低限にすら達していないという声が上がった。この事件を契機に日本における防衛論議の流れに変化が生じ、それまでは予算が認められなかった早期警戒機E-2Cの導入もなされた。なお、航空自衛隊のF-4EJのうち、後に行われた近代化改修の対象機（F-4EJ改）は、レーダー換装によるルックダウン能力の改善が図られている。
一方のソ連側は、レーダーサイトが敵味方機を識別する暗号、ЯСС（Я - свой）を変更せざるを得なかった。また、当事件の調査のためチュグエフカ空軍基地を訪れた委員会は、現地の生活条件の劣悪さに驚愕し、直ちに5階建ての官舎、学校、幼稚園などを建設することが決定された。この事件は、極東地域を始めとする国境部の空軍基地に駐屯しているパイロットの待遇改善の契機ともなった。
一方で、事件の再発を恐れたソビエト空軍は、航空機に外国まで飛べるほど燃料を満タンに搭載するのを渋るようになった。柳田邦男は大韓航空機撃墜事件を扱った著書『撃墜』にて、同事件で領空に侵入してきた大韓航空機を迎え撃ったソ連の迎撃機は、燃料切れで相手を逃がすのを恐れて、撃墜を急いだという説を記述している。
また、この事件によって低高度侵入の有効性と、ルックダウン能力の低い戦闘機の問題点が浮き彫りにされてしまったため、当のMiG-25自身を時代遅れにしてしまうという皮肉な結果を招いた。MiG-25は高高度・高速侵入する敵機の迎撃が主目的で、低高度侵入する敵機への対処能力は空自のF-4EJよりさらに劣るからである。後にソ連は、大幅に改良したMiG-31を開発することになる。
アメリカは、それまでMiG-25を超高速戦闘機として恐れており、それを意識する形もあってかF-15を開発していた。しかし、調査分析の結果、実際にはMiG-25はそれほどの脅威と呼ぶに値しなかったことが判明した。特にそれまで耐熱用のチタニウム合金製と考えられていた主翼や胴体にステンレス鋼板が多用されていたこと、電子機器が真空管などを多用した、当時の水準としても著しく時代遅れなことに驚愕し、対ソ軍事戦略にも大きな影響を及ぼした。しかし「真空管を使うのは時代遅れ」との説や「MiG-25をアメリカが脅威視していた」という説には異論もある。

### ソ連との二国間関係
1976年8月29日、色丹島沖合で漁船3隻がソ連側に拿捕、船員3人が約1か月間抑留された。また、同年10月1日にはビザの写しが入国管理当局に届いていないという理由で、日本航空の乗員6人の入国が拒否された。

### MiG-25をモデルとした商品
長谷川製作所は、本事件からわずか5か月後に「1/72 MiG-25 フォックスバット」のプラモデルを販売し、40万個以上を売り上げた。匿名の情報提供者からの情報に基づき設計されたが、偵察爆撃機型を参考にしていたために、戦闘機型としては形状が間違っているという、いわく付きであった。このため、数年後に他のメーカーがガンプラなどのキャラクター商品に集中していた時期も、長谷川製作所だけが従来の軍用機シリーズの販売に傾倒していた。

## 関連作品

### ドキュメンタリー
『NHK特集 自衛隊は出動した 秘録・ミグ25事件』
1981年放送。
『アナザーストーリーズ 運命の分岐点』
「ミグ25亡命事件の衝撃 ～米ソ冷戦 知られざる攻防～」（2022年11月18日初放送）で取り上げた。当時のニュースや「自衛隊は出動した 秘録・ミグ25事件」の映像、事件に関わった当時の自衛官やアメリカ政府関係者、辻仁成のインタビューから構成された。

### 小説
『クラウディ』
物語冒頭、主人公の通う北海道函館西高等学校上空をベレンコ機乗のMiG-25がかすめていった。
著者の辻仁成は、事件当時、実際に函館西高等学校に在学していた。
『世界は幻なんかじゃない』
辻仁成によるエッセイ集。ベレンコ中尉のインタビューを収録。
『ファイヤーフォックス』
ソ連領内に侵入した米軍のパイロットが、ソ連空軍の最新鋭戦闘機「MiG-31 ファイヤーフォックス」を強奪する。
作者のクレイグ・トーマスは、ベレンコ中尉亡命事件にヒントを得て本作を一気に書き上げ、1977年に出版されベストセラーとなった。1982年にはクリント・イーストウッド監督・主演で映画化された。

### 漫画・アニメ
『FUTURE WAR 198X年』
事件後に制作されたアニメ映画。ソ連空軍のボリス中尉が、最新鋭戦闘機「ブラック・ドラゴン」で西ドイツの空軍基地に強行着陸して亡命。ソ連はスペツナズを送り込み、ボリス中尉を殺害。機体も爆破するが、これが原因でNATO軍とワルシャワ条約機構軍が全面衝突する。
『こちら葛飾区亀有公園前派出所』
単行本20巻収録のエピソード「真夜中のパイロット!」では、ソ連の少佐がMiG-25戦闘機で亀有公園前派出所に不時着し、日本への亡命を希望するものの、「日本はあなたが思っているほど自由な国じゃない」と言う秋本・カトリーヌ・麗子の助言により、結局はソ連へと帰っていく。
また、単行本198巻収録のエピソード「わしらの秘密基地」において、飛行場に軍用機（隠密偵察機）が強行着陸。パイロットが亡命を希望するが、やはり亡命しないで帰国する。
『ブラック・ジャック』
事件直後に描かれた第143話「空からきた子ども」は、ウラン連邦の空軍少佐と妻が、一人息子の難病をブラック・ジャックに診せるためVTOL戦闘機「レポール」で日本（ブラック・ジャックの家の前）に着陸する。
作品が掲載された『週刊少年チャンピオン』の発売日は9月17日で、事件からわずか11日後だった。のちに『ブラック・ジャック 空からきた子ども』としてOVA化(非売品OAD)もなされている。OADで上官がガガノフを拘束して、処刑するよう命令する描写が追加されている。
『M25やくざ作戦』
読み切り作品。『週刊少年マガジン』1976年11月14日号（46号）掲載（原作：史村翔、作画：梅本さちお）。
ソ連からの亡命者が操縦する「M25」が北海道に着陸。ある自衛官が、ソ連が「M25」の奪還のために実力行使に出ることを危惧するが、政府は本気にしない。その後ソ連が艦船を出動させたことに本気を感じた自衛官は、義兄弟のヤクザの青年に協力を依頼。青年は大量の漁船によるソ連艦船の進路妨害を行うが、その間に米軍が日本を無視してM25を強奪。それに対しソ連は「M25」の機密保持のため北海道への核ミサイルの使用を通告する。青年は米軍の最新鋭機をパイロットごとハイジャックしてソ連へ飛ばさせる。これにより米ソ間で両機の交換が行われるが、青年はシベリアで強制労働をすることとなる。